# Browallia dilloniana
Browallia dilloniana là loài thực vật có hoa trong họ Cà. Loài này được Limo, K.Lezama & S.Leiva mô tả khoa học đầu tiên năm 2007.